# 條紋魢
條紋魢（學名：Girella fasciata）又稱條紋瓜子鱲，為輻鰭魚綱日鱸目魢科魢屬的其中一個種。

## 分布
本魚分布於東太平洋的智利海域，棲息在礁石區，為熱帶魚類。

## 特徵
本魚體長可達6.3公分。